# 浅野長経
浅野 長経（あさの ながつね）は、江戸時代中期の大名。備後国三次藩の第4代藩主。官位は夭折したため、受けていない。

## 略歴
第3代藩主・浅野長澄の三男として三次にて誕生。幼名は撫三郎、又六郎。
長兄と次兄は早世したため、長澄の嗣子となった。享保3年（1718年）10月2日、父の死去により家督を継いだ（この時、年齢を3歳偽って宝永3年（1706年）生まれとして幕府に官年が届出された）。同年10月15日、8代将軍・徳川吉宗にも御目見した。しかし、享保4年（1719年）4月23日、江戸にて数え年11歳で没し、嗣子が無かったため、三次藩は除封されて浅野本家の安芸広島藩に還付された。法名は鳳章院孝岳紹胤。
その後、三次藩は長経の弟の長寔への相続が認められて再興するものの、翌享保5年（1720年）に長寔が8歳で没したため、再度除封となった。